# Cmentarz wojskowy w Grodnie
Cmentarz wojskowy – cmentarz wojskowy przy ulicy Biełusza (dawniej Legionowej) w Grodnie. Początkowo miejsce spoczynku żołnierzy armii carskiej, później żołnierzy polskich, następnie radzieckich.

## Historia
Nekropolia została założona około 1887 roku. Początkowo cmentarz nazywano „Nowym Luterańskim”. Składał się z dwóch części: luterańskiej (południowej) i północnej, gdzie pochowani byli żołnierze innych wyznań chrześcijańskich.
Do najciekawszych zabytków z tego okresu należy kaplica grobowa luteranina generał majora Aleksandra Rusowa zmarłego w 1896 r. Od 1901 r. nazwę nekropolii zmieniono na „cmentarz wojskowy”.
Pochowano tutaj żołnierzy rosyjskich i niemieckich poległych podczas I wojny światowej.
W dwudziestoleciu międzywojennym na cmentarzu pochowano szczątki znalezione przy dawnym klasztorze Karmelitów (ul. Mostowa, obecnie Priorbank) i przy farze Witoldowej.
Szczególnie wyeksponowana i największa jest część gdzie pochowano żołnierzy sowieckich. Pomnik upamiętniający żołnierzy Armii Czerwonej wzniesiono w 1981 r. Pochowano tu żołnierzy poległych podczas wojny polsko-bolszewickiej, podczas II wojny światowej w walce z Polakami w 1939 r., z Niemcami w latach 1941 i 1944 oraz jeńców wojennych (w latach 1941–1943 Niemcy pochowali w zbiorowych mogiłach ok. 5 tysięcy jeńców wojennych).
Leżą tu również żołnierze Wehrmachtu polegli podczas II wojny światowej.
Od 2018 r. groby żołnierzy Armii Czerwonej są odnawiane z funduszy Rady Weteranów Grodna.

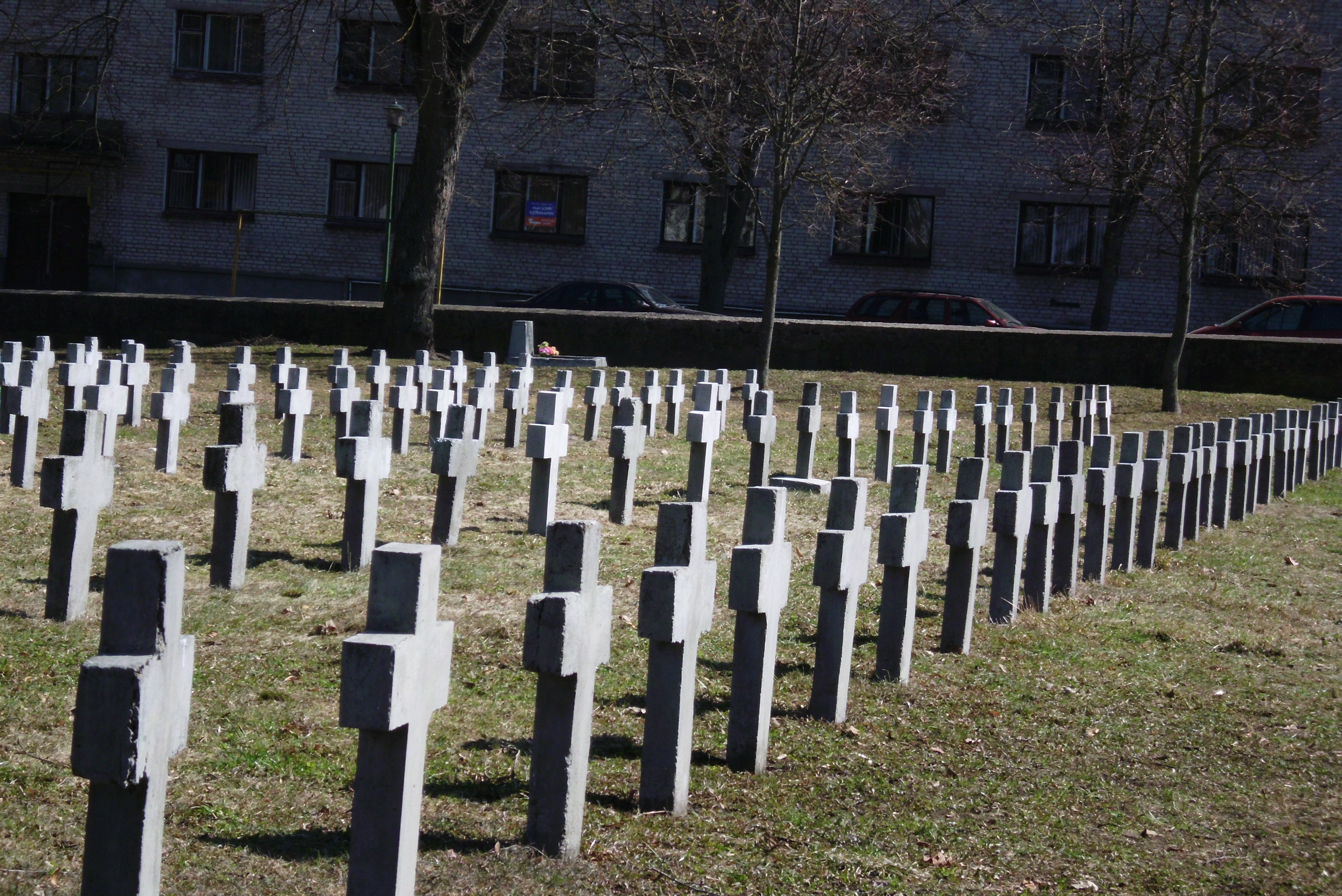
Groby polskich żołnierzy poległych w wojnie polsko-bolszewickiej

### Kwatera polska
Nagrobki polskie oraz z okresu Imperium Rosyjskiego zostały za czasów sowieckich zdewastowane, a kwatera żołnierzy polskich poległych w latach 1918–1939 przeznaczona do likwidacji. Na części nekropolii wybudowano blok mieszkalny. Szczątki żołnierzy wykopano i wywieziono. W 1989 r. ocalały jedynie trzy zniszczone nagrobki z czytelnymi inskrypcjami: gen. Antoniego Bronisława Ślepowron-Jastrzębskiego (1880-1924), jego żony i Jerzego Ślepowron-Jastrzębskiego; por. Kazimierza Konopackiego (1890-1920), kawalera Orderu Virtuti Militari oraz grób nieznanego żołnierza ufundowany przez uczennice szkół żeńskich.
W 1990 r. wzniesiono symboliczny pomnik upamiętniający 149 oficerów Wojska Polskiego i 24 funkcjonariuszy policji, mieszkańców Grodna, ofiar zbrodni katyńskiej. W zbiorowej mogile pochowano w 1992 r. polskich obrońców Grodna z 1939 r. Po 1990 r. uporządkowano groby Polaków poległych w wojnie polsko-bolszewickiej (8 rzędów krzyży).
W grudniu 2022 r. zdewastowano pomnik upamiętniający ofiary zbrodni katyńskiej, wyrwano trzy tablice w językach polskim i białoruskim.

## Pochowani
Na cmentarzu spoczywają m.in.:
- gen. bryg Antoni Jastrzębski
- ppłk Wilhelm Zagórski, kawaler Orderu Virtuti Militari

## Galeria

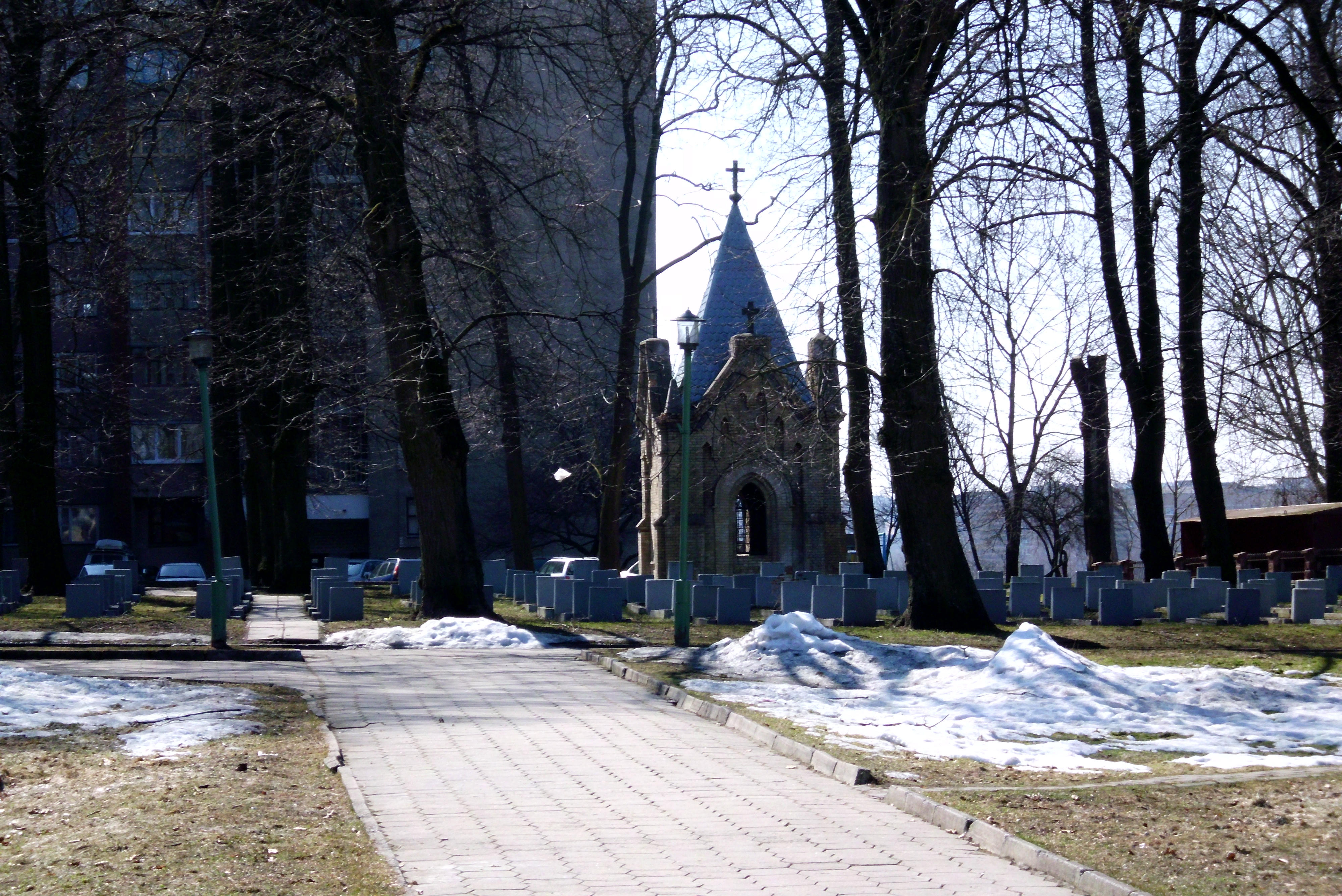
Kaplica gen. majora Aleksandra Rusowa
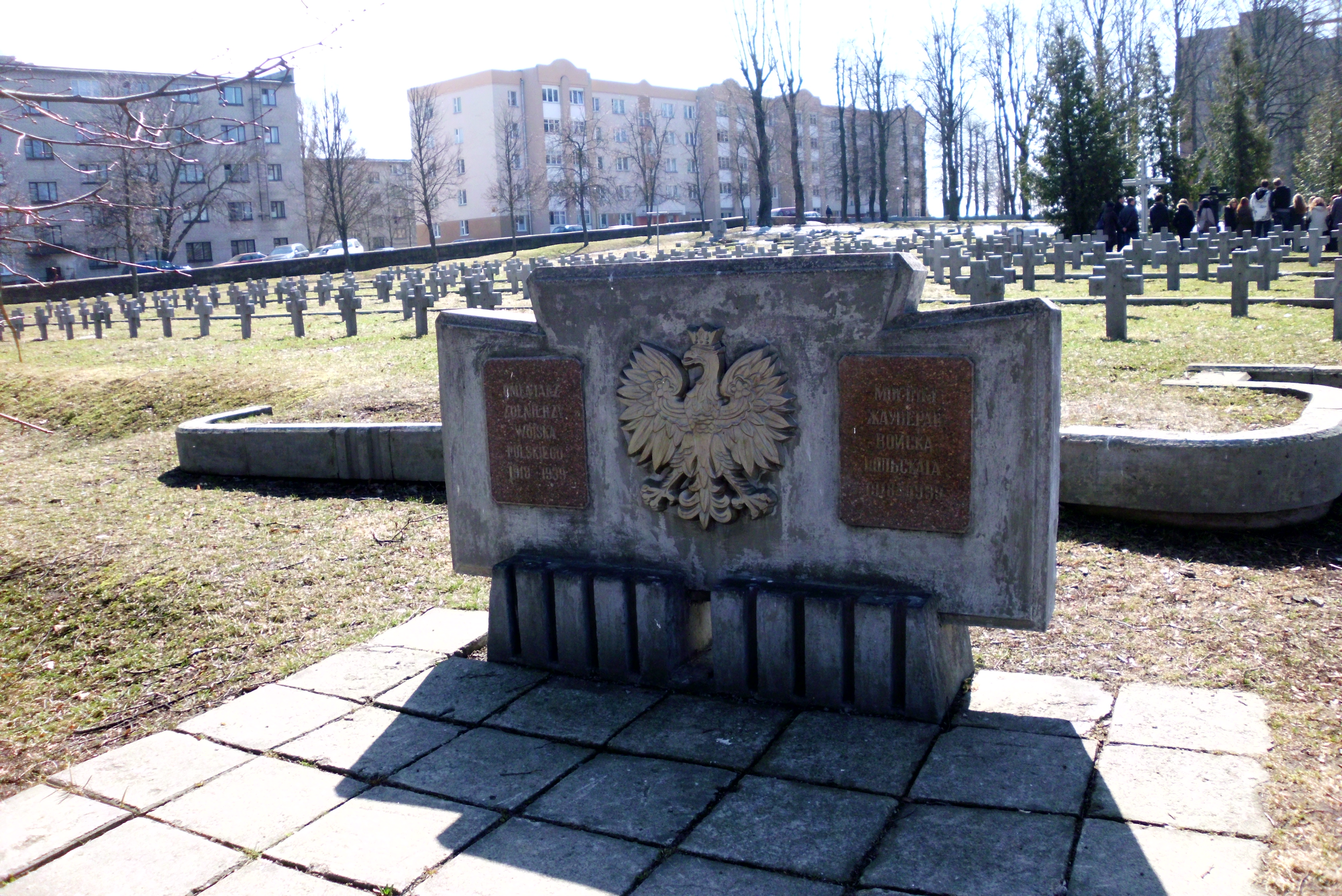
Wejście na kwaterę polską
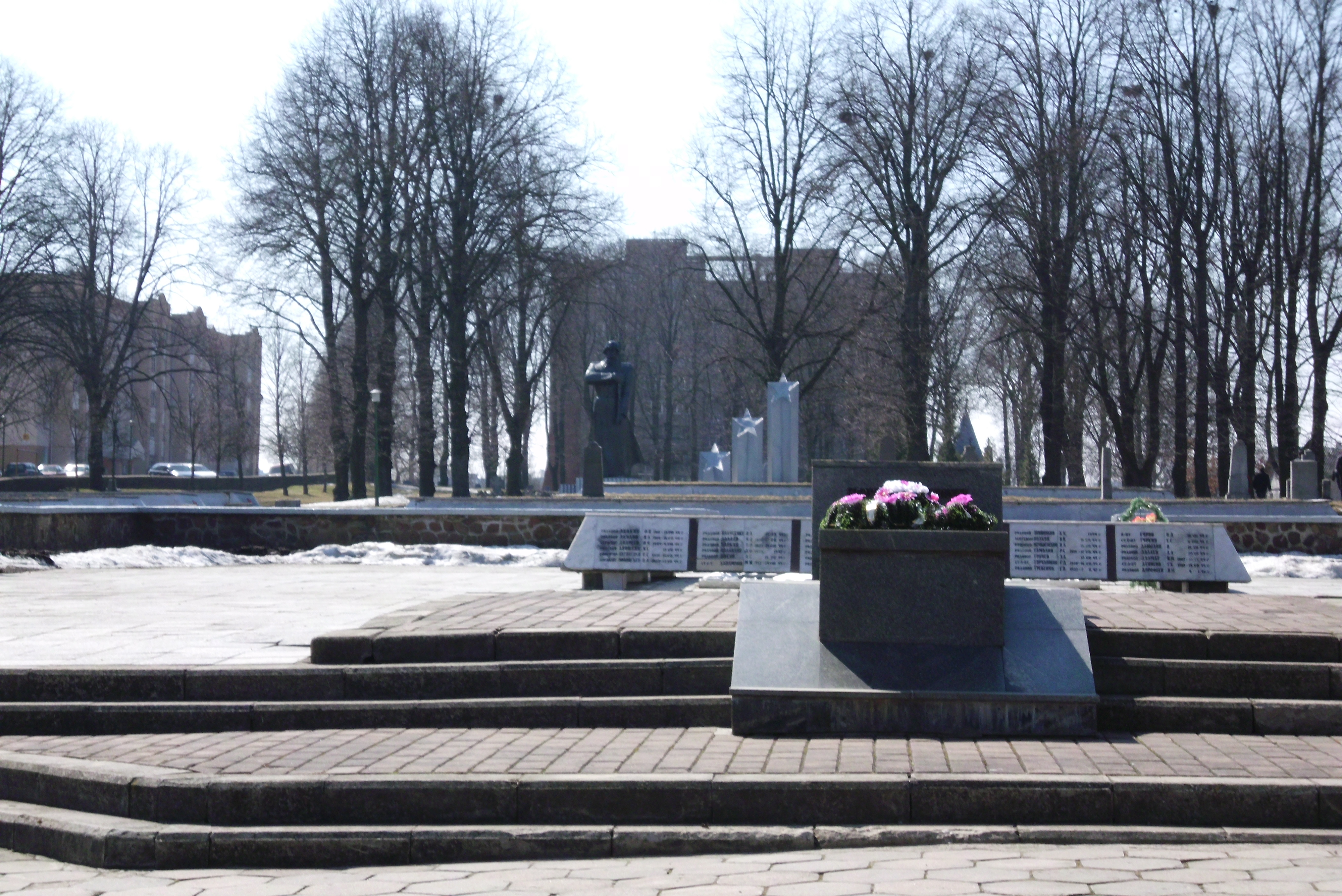
Pomnik żołnierzy radzieckich
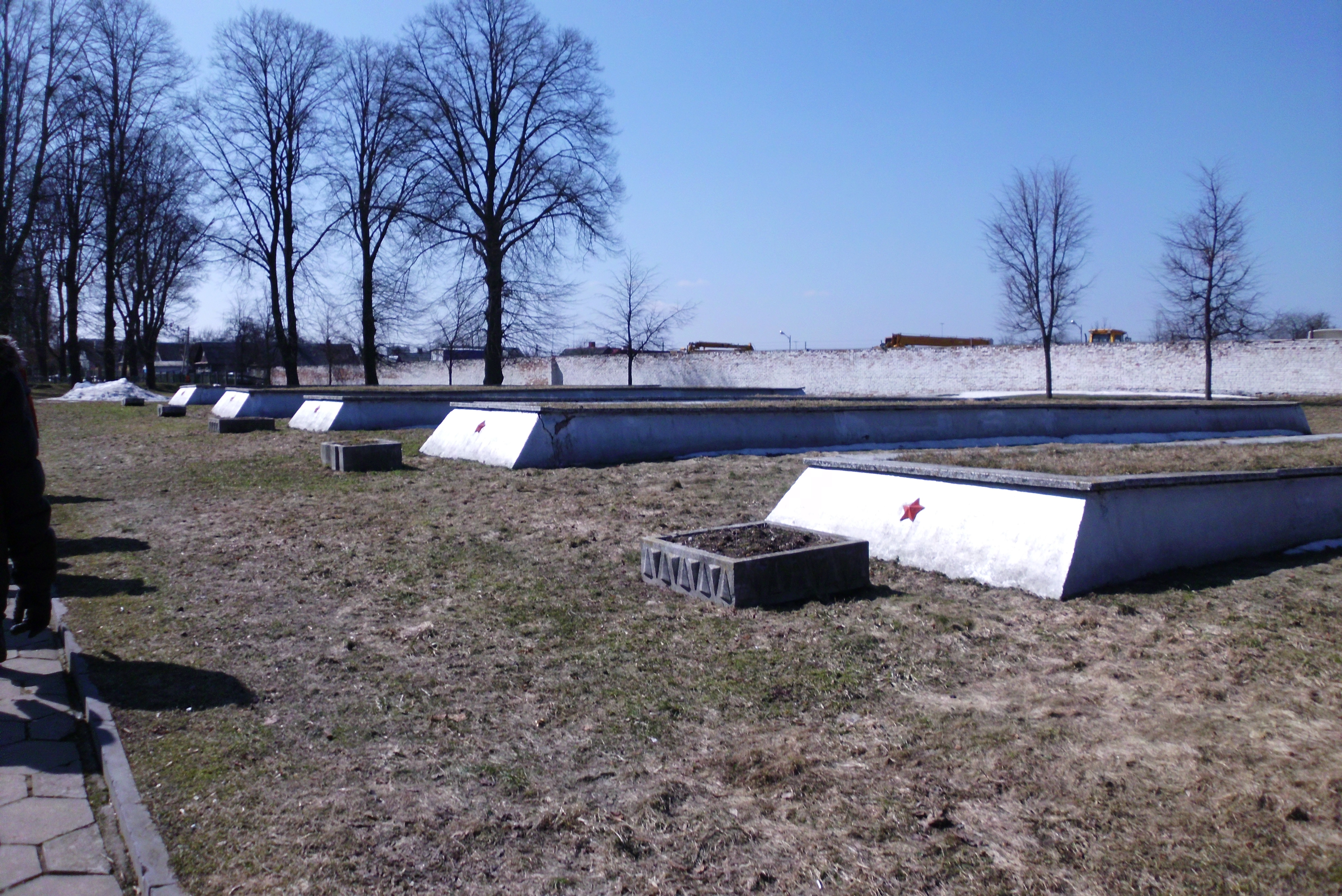
Zbiorowe mogiły żołnierzy Armii Czerwonej